# Siobhan Hayes
Siobhan Hayes (* 23. April 1975) ist eine britische Schauspielerin, die vor allem durch die Figur der Abi Harper bekannt ist, einer etwas naiven und unbeholfenen Studentin in der britischen Sitcom My Family. Sie spielte den Büroazubi Sandy in der Radioversion von Absolute Power. 2005 erschien Hayes in der dritten Staffel der BBC-Tanzshow Strictly Come Dancing und tanzte dort mit Matthew Messerschmied. Sie waren das erste Paar, das ausschied. Hayes hat auch Gastauftritte in Little Britain und in Birds of a Feather absolviert, und ihre ersten Auftritte schlossen das Spielen eines Schülers der Klasse 5C ab 1991 in der Serie Up the Garden Path ein.

## Filmografie (Auswahl)
- 1985: Fleisch & Blut (Flesh and Blood)
- 1991–2008: EastEnders (Fernsehserie, 4 Folgen)
- 1992–2000: The Bill (Fernsehserie, 3 Folgen)
- 2001: Iris
- 2002–2008: My Family (Fernsehserie, 57 Folgen)
- 2003: Little Britain (Fernsehserie, 3 Folgen)
- 2004: Agatha Christie’s Marple (Fernsehserie, 1 Folge)
- 2008: Doctors (Fernsehserie, 1 Folge)
- 2011: Henry der Schreckliche (Horrid Henry: The Movie)